# Altmark
El Altmark es una región histórica ubicada al norte del estado federado de Sajonia-Anhalt. Fue la base de la fundación de la Marca de Brandeburgo (Alt-mark significa la vieja marca). Por eso es llamada también "la cuna de Brandeburgo" o "la cuna de Prusia". Se encuentra ubicada entre la ciudad de Magdeburgo y la Baja Sajonia y limita al Nordeste y al este con el río Elba; hoy en día ocupa parte de la región de los distritos de Altmark-Salzwedel y Stendal. 

## Historia
Antes del Período de las grandes migraciones poblaban la región los lombardos. Cuando estos emigraron, los eslavos polabios les sustituyeron.  Al oeste vivían los sajones que fueron sometidos  tras las guerras sajonas por Carlomagno que llevó la frontera de su imperio hasta el río Elba incluyendo Altmark. Durante el período ‘Ostsiedlung’ los alemanes colonizaron las tierras de más al Este a partir de las regiones fronterizas como Altmark; así surgió la Marca de Brandeburgo que incluyó Altmark. 

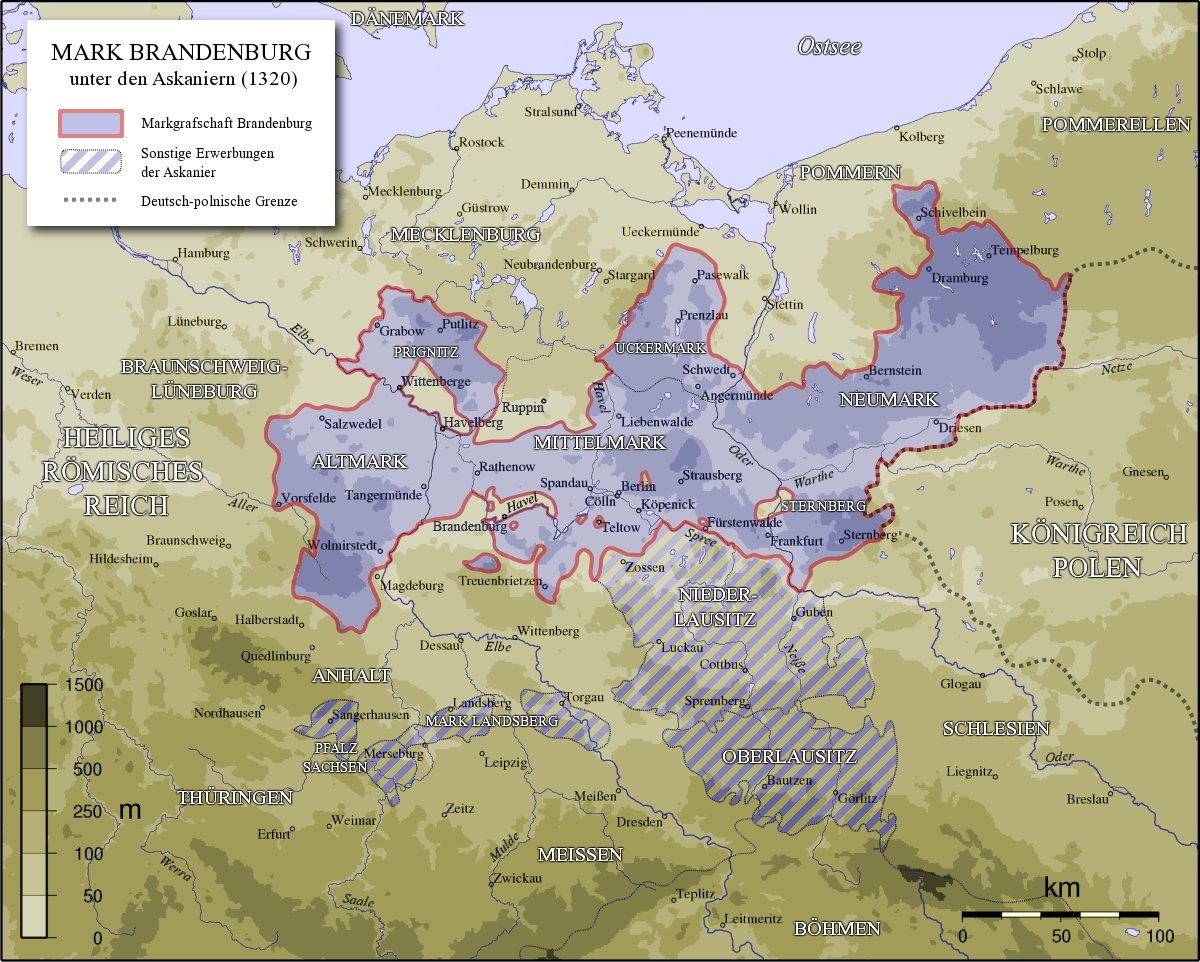
La Marca de Brandeburgo durante la Casa de Ascania (1320) con la Altmark al oeste de la Mittelmark y la Neumark.